# Pipiza yezoensis
Pipiza yezoensis är en tvåvingeart som beskrevs av Matsumura 1916. Pipiza yezoensis ingår i släktet gallblomflugor, och familjen blomflugor. Inga underarter finns listade i Catalogue of Life.